# سازمان ترابری شهر نیویورک
سازمان ترابری شهر نیویورک یا سازمان ترانزیت نیویورک (انگلیسی: New York City Transit Authority) شناخته‌شده با اختصارات ترانزیت و ان‌وای‌سی‌تی‌ای (به انگلیسی: NYCTA) سازمان دولتی است که مسئولیت حمل و نقل عمومی در شهر نیویورک ایالات متحده آمریکا را بر عهده دارد.